# Кэннон, Джеймс Патрик
Джеймс Патрик Кэннон (англ. James Patrick Cannon; 11 февраля 1890, Роздейл, штат Канзас — 21 августа 1974, Лос-Анджелес) — американский левый лидер, коммунист, затем троцкист, один из руководителей Социалистической рабочей партии и Четвёртого интернационала.

## Биография
Кэннон родился в семье ирландских эмигрантов в городке Роздейл, штат Канзас. В 1908 году он стал членом Социалистической партии Америки (СПА), затем в 1911 году вступил организацию «Индустриальные рабочие мира». В рядах ИРМ он работал рядом с многими ведущими деятелями этой организации, включая Винсента Сэнт Джона, Билла Хейвуда и Фрэнка Литтла.
С началом Первой мировой войны Кэннон выступал против неё с интернационалистических позиций, а затем в 1917 году поддержал Октябрьскую революцию. В 1919 году он был одним из основателей Рабочей партии (принявшей затем название Коммунистической партии), и в 1920-е годы был одним из её основных лидеров. С 1919 по 1928 год Кэннон занимал пост председателя партии. В КП США 1920-е годы Кэннон отвечал за организацию «Международная защита труда», которую он строил на серьёзной основе. Его сторонники были организованы в т. н. фракцию Фостера—Кэннона, которая ориентировалась на американских рабочих, объединённых в профсоюзы.
Во время своего пребывания в России в 1928 году, Кэннон познакомился с критикой руководства Коминтерна, написанной Троцким. Он согласился с приведенными аргументами и попытался сформировать Левую оппозицию в Компартии США. В результате, Кэннон со своими сторонниками был исключён из организации. С участием Макса Шехтмана и Мартина Аберна они создали Коммунистическую лигу Америки, и начали издавать газету «The Militant». Себя они позиционировали, как внешнюю фракцию КП США.
В середине 1930-х годов члены Коммунистической лиги вслед за Троцким пришли к выводу, что Коминтерн не может быть реформирован, и встали на путь строительства новой партии и нового Интернационала. Это подразумевало, в частности, что они позиционируют себя не в качестве внешней фракции Компартии США, а как ядро будущей революционной партии.
Хотя Коммунистическая лига оставалась небольшой организацией — оппоненты называли её лидеров Кэннона, Аберна и Шехтмана «тремя генералами без армии» — её поддержало большинство ячеек Коммунистической партии в Миннеаполисе и Сэнт-Поле. Поэтому, когда рабочее движение в начале 1930-х годов стало набирать силу, КЛА имела хорошие возможности для распространения своих идей во время забастовок в Миннеаполисе в 1934 году. Под влиянием СРП тогда находился профсоюз водителей, насчитывавший около 5 тысяч человек.
На волне роста рабочего движения началась дискуссия между Коммунистической лигой и Американской рабочей партией, которая завершилась слиянием двух организаций, и формированием Рабочей партии США. Затем, увеличив свои силы, члены РП США вступили в Социалистическую партию Америки в качестве фракции. Часть членов организации, однако, вступило против слияния с СПА. Противники объединения во главе с Хьюго Ойлером вышли из Рабочей партии и создали Революционную рабочую лигу. В 1937 году троцкистов из Соцпартии исключают, а с ними уходит и молодёжное крыло СПА — Молодёжная народная социалистическая лига. В 1938 году они создают Социалистическую рабочую партию. Джеймс П. Кэннон избирается её национальным секретарём. В 1940—1941 годах входил в состав редакции теоретического органа СРП журнала «Fourth International».
Кэннон был одним лидеров Четвёртого интернационала, и в 1938 году он посетил Британию с намерением помочь в объединении враждующих троцкистских групп. Результатом поездки стало их объединение в Революционную социалистическую лигу, которая вскоре опять распалась.
В 1940 году один из лидеров Социалистической рабочей партии Макс Шехтман вместе со своими последователями покинул СРП и сформировал Рабочую партию. Одним из ключевых вопросов дискуссии, послужившей причиной раскола, был вопрос о защите Советского Союза в войне. Если Кэннон выступал за поддержку СССР в борьбе против империалистических стран, то анализ, данный Шехтманом, ставил знак равенства между СССР и фашистскими государствами. Эта дискуссия была отражена в книге Кэннона «Борьба за пролетарскую партию» 1943 года и книге Троцкого «В защиту марксизма», изданной в виде сборника статей 1939—1940 годов.
Ещё один удар партии был нанесён Второй мировой войной, когда Кэннон и другие лидеры СРП были арестованы за агитацию против военных приготовлений США, попав под действие «Акта Смита». Но даже из тюрьмы влияние Кэннона на партийную жизнь было сильным — он писал партийному руководству послания и рекомендации, которые затем составили книгу «Письма из тюрьмы».
Кэннон оставался ключевой фигурой в СРП и после войны. В 1953 году он передал пост национального секретаря партии Фаррелу Доббсу, и в середине 1950-х годов уехал в Калифорнию, оставаясь при этом активным членом Национального комитета партии.
Кэннон играл важнейшую роль в расколе 1953 года. Его авторству принадлежит «Открытое письмо к троцкистам всего мира», которое положило начало формированию Международного комитета Четвёртого интернационала. Но позже он стал сторонником объединения двух фракций, которое состоялось в 1963. Кэннон участвовал в дискуссиях различных тенденций, которые проходили между 1963 и 1967 годами.
Джеймс Патрик Кэннон умер в Лос-Анджелесе в августе 1974 года.